# Třída Cachalot
Třída Cachalot byla třída diesel-elektrických ponorek námořnictva Spojených států amerických. Celkem byly postaveny dvě jednotky této třídy. Ve službě byly v letech 1933–1946.

## Stavba
Londýnská konference roku 1930 stanovila limity výtlaku některých kategorií válečných lodí (např. ponorek) hlavních námořních mocností (Londýnskou smlouvu podepsaly Spojené království, Spojené státy americké a Japonské císařství). Třída Cachalot představovala oceánskou ponorku, která měl oproti svým americkým předchůdcům zmenšené rozměry a výtlak. To mělo americkému námořnictvu umožnit provoz více ponorek při současném dodržení smluvních závazků. Konstrukce třídy Cachalot přitom byla ovlivněna německou prvoválečnou ponorkou SM U-135. Celkem byly v letech 1931–1967 postaveny dvě jednotky této třídy. První postavila loděnice Portsmouth Naval Shipyard v Kittery ve státě Maine a její sesterskou loď loděnice Electric Boat Company v Grotonu ve státě Connecticut.
Jednotky třídy Cachalot:
| Jméno                   | Loděnice                  | Založení kýlu | Spuštěna           | Vstup do služby  | Osud                                                         |
| ----------------------- | ------------------------- | ------------- | ------------------ | ---------------- | ------------------------------------------------------------ |
| USS Cachalot (SS-170)   | Portsmouth Naval Shipyard | říjen 1931    | 19. října 1933     | 1. prosince 1933 | Původně objednána jak ponorka USS V-8 (SC-4), vyřazena 1945. |
| USS Cuttlefish (SS-171) | Electric Boat Company     | říjen 1931    | 21. listopadu 1933 | 8. června 1934   | Původně objednána jak ponorka USS V-9 (SC-5), vyřazena 1946. |

## Konstrukce

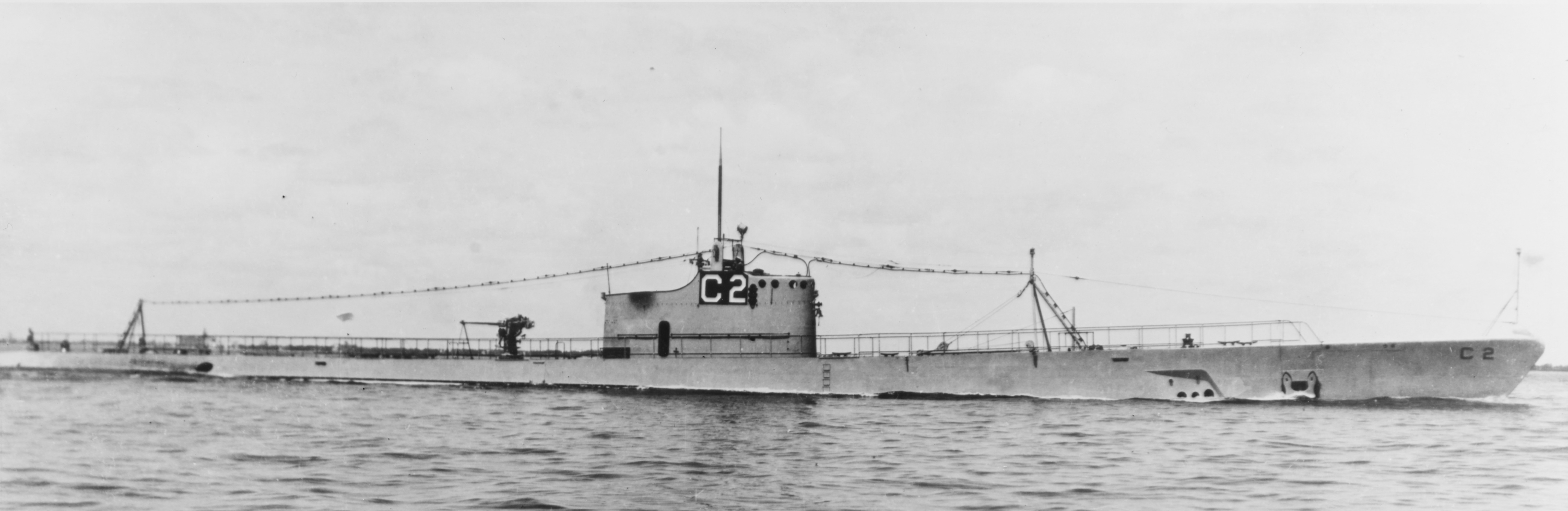
USS Cuttlefish (SS-171)

Ponorky byly vyzbrojeny jedním 76,2mm kanónem, třemi protiletadlovými 12,7mm kulomety a šesti 533mm torpédomety (čtyři na přídi a dva na zádi). Mohly naložit 16 torpéd. Pohonný systém tvořily dva diesely o výkonu 2770 hp a dva elektromotory o výkonu 1600 hp, pohánějící dva lodní šrouby. Nejvyšší rychlost na hladině dosahovala 17 uzlů a pod hladinou 8 uzlů. Dosah byl 9000 námořních mil při rychlosti 12 uzlů na hladině a 50 námořních mil při rychlosti 5 uzlů pod hladinou. Operační hloubka ponoru až 75 metrů.

### Modernizace
Roku 1938 byly původní motory nahrazeny novými o výkonu 3100 hp.